# Hubay Győző
Hubay Győző (Miskolc, 1930. április 5. – Tatabánya, 2004. május 25.) SZOT-díjas koreográfus, a Bányász Táncegyüttes alapítója.

## Életpályája
Az első elemi iskolát  Szikszón végezte, majd 7 éves korában Budapestre került, mivel édesapját a Honvédelmi Minisztériumba helyezték. 12 éves korában regös cserkészként ismerkedett meg a népművészettel, néptánccal, népzenével Molnár István vezetése alatt. A budapesti Lónyay utcai Református Gimnáziumban (1948) tanult. A gimnáziumban a Muharai táncegyüttesben táncolt, koreográfusuk Szabó Iván Munkácsy díjas szobrászművész volt. Olyanokkal táncolt együtt, mint Knoll István (Későbbi érdemes filmművész), Jancsó Miklós, Vass Lajos, Béres Ferenc.
1950-1954 között a Színművészeti Főiskolán tanult és táncrendezői szakon végzett.
Rábai Miklós kérte meg a budapesti VIT előtt az amatőr tatai táborban, hogy foglalkozzon tatabányai gimnazistákkal, így 1949-ben alapította meg a Bányász Táncegyüttest. 1957-től a Komárom megyei művelődési osztályra került, ahol a művészetek felügyelőjeként dolgozott két évtizeden keresztül. Később, 1975-től a Tatabányai Szénbányák Vállalat szakszervezeti bizottságánál volt a kultúra és sport vezetője 1989-es nyugdíjba vonulásáig. Nyugdíjasként a Hazafias Népfront városi elnöke volt, majd ennek utódjánál, a TESZ-nél töltötte be ugyanezt a szerepet.
1996 és 1998 között a  Tatai Művészeti Iskola igazgatója volt.

## Díjai, elismerései
- Miniszteri Dicséret Elismerés (1955)
- Kiváló Népművelő (1969)
- Komárom Megyei Művészeti Díj (1970)
- Ifjúsági Érdemérem (1974)
- SZOT-díj (1975)
- Tatabányáért Emlékplakett (1979)
- Szakmai Munkáért Arany fokozat (1985)
- Kiváló Munkáért-díj (1989)
- Életet az Éveknek (1994)
- Ezüst Turul Díj (1999)

## Koreográfiái
- Ványai csárdás (1949),
- Marosszéki verbunk (1949),
- Moldvai csángó szvit (1953),
- Kalocsai bál (diplomamunka, 1954),
- Szőlőőrzés (táncjáték, 1959),
- Furfang Jankó (mesejáték, 1964),
- Bányásztánc (1960),
- Tardonai leánytánc (1965),
- Fekete-fehér (emlékezés Radnótira, 1965),
- Állják a verbunkot (1970),
- Rábaközi legénytáncok (1973),
- Fergeteges (1974),
- Kocsikala (somogyi leánytánc, 1978)
- Marosbogáti csürdöngölő (1978),
- Közép-európai tánc-szvit (1987),
- Szigetközi táncok (1991).